# La Croix-en-Brie
La Croix-en-Brie ist eine französische Gemeinde mit 672 Einwohnern (Stand: 1. Januar 2022) im Département Seine-et-Marne in der Region Île-de-France. Sie gehört zum Arrondissement Provins und zum Kanton Nangis. Die Einwohner heißen Crucibriards.

## Geographie
La Croix-en-Brie liegt etwa 61 Kilometer südöstlich von Paris. Das Gemeindegebiet wird vom Fluss Yvron durchquert. Umgeben wird La Croix-en-Brie von den Nachbargemeinden Pécy im Norden, Saint-Just-en-Brie im Nordosten, Châteaubleau im Osten, Vanvillé im Südosten, Rampillon im Süden, Nangis im Südwesten, Grandpuits-Bailly-Carrois und Clos-Fontaine im Westen sowie Gastins im Nordwesten.

## Bevölkerungsentwicklung
| Jahr                       | 1962 | 1968 | 1975 | 1982 | 1990 | 1999 | 2006 | 2013 |
| Einwohner                  | 582  | 547  | 513  | 551  | 615  | 651  | 660  | 673  |
| Quellen: Cassini und INSEE |      |      |      |      |      |      |      |      |

## Sehenswürdigkeiten

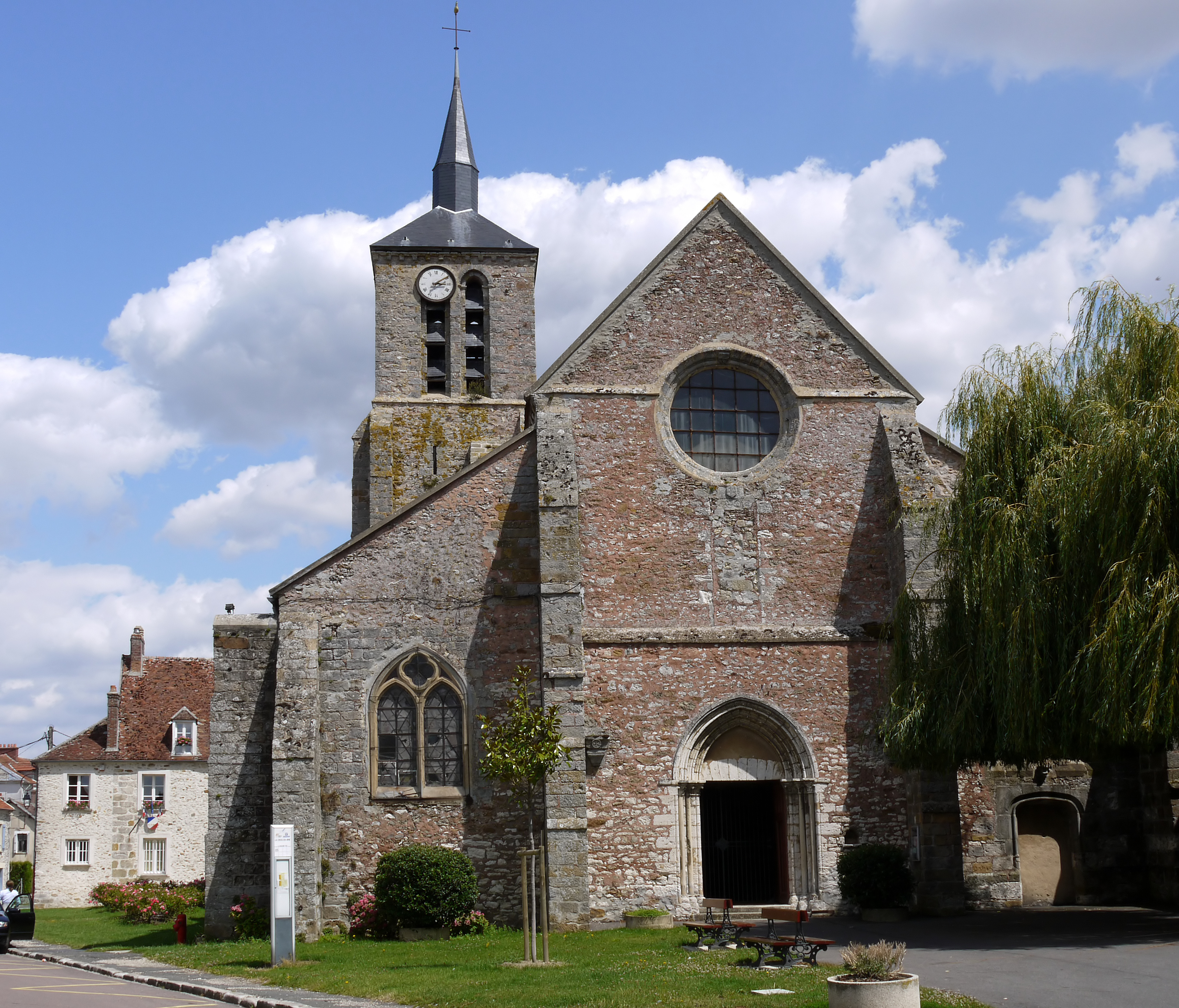
Kirche Saint-Loup-de-Sens

Siehe auch: Liste der Monuments historiques in La Croix-en-Brie
- Kirche Saint-Loup-de-Sens, Monument historique